# Dianne Lee
Dianne Littlehales, conocida profesionalmente como Dianne Lee, es una cantante y actriz inglesa de Sheffield. Es conocida por ser la mitad de Peters & Lee y por interpretar a La Cenicienta en obras del mismo nombre y Sinderella.

## Biografía
Dianne Littlehales nació en Sheffield. Comenzó a asistir a una escuela de baile local después de que su hermano y su hermana se unieran, e hizo sus primeras presentaciones en público a la edad de cuatro años. Cuando dejó la escuela, trabajó como bailarina de coro, antes de actuar en pantomimas, teatro y cabaret. Se mudó a Londres en 1968 para trabajar en televisión y teatro con su prima Liz y se unió a Pamela Devis Dancers, el grupo de danza residente en el London Palladium, antes de que ella y Liz formaran Hailey Twins y realizaran una gira en el circuito de discotecas provincial.
En 1970, después de que Liz insinuara que quería actuar en solitario, Lennie Peters, que frecuentemente compartía cartel con los Hailey Twins, le indicó a Lee que le permitiera hacerlo y le sugirió que formara un dúo con él. Inicialmente llamados Lennie Peters y Melody, la gerencia cambió su nombre para evitar connotaciones de ser un acto de reggae, y Peters & Lee realizaron una gira por el circuito de clubes del Norte durante tres años y luego hicieron seis apariciones en Opportunity Knocks, lo que provocó Philips Records para firmarlos; más tarde entrarían en la lista de sencillos del Reino Unido con «Welcome Home» (Nº 1, 15-21 de julio de 1973), «By Your Side» (Nº 39), «Don't Stay Away Too Long» (Nº 3), «Rainbow» (No. 17) y «Hey Mr. Music Man» (No. 16) y la lista de álbumes del Reino Unido con We Can Make It (No. 1, 12-25 de agosto de 1973), By Your Side (N° 9), Rainbow (N° 6), Favourites (N° 2) e Invitation (N° 44). La banda se separó en 1980, pero se volvió a juntar en 1986, realizó una gira por centros vacacionales, y lanzó un álbum homónimo en 1989; continuaron actuando hasta 1992, cuando Peters anunció que padecía cáncer, lo cual se cobraría se vida ese mismo año. Luego, Lee se dedicó a la actuación y actuó en cabaret.
En 1981, apareció en la pantomima «La bella durmiente» y en el espectáculo de Cannon and Ball en Great Yarmouth. En 1988, apareció en la pantomima «La Cenicienta», con Davidson como Buttons, y en 1993, comenzó a aparecer en Sinderella,  la versión priápica de Jim Davidson del programa, que se presentó hasta 1996, cuando se convirtió en «Sinderella Comes Again», que interpretó en 1997 y 2004. En un escrito de 1994, Ben Thompson de The Independent consideró que a Lee «le faltaba chispa», mientras que el corresponsal de teatro de la BBC, Andy Knowles, fue más positivo en una reseña de 2004, diciendo que su «sonrisa azucarada y su vergonzosa inocencia proporcionan el contraste perfecto por cada insinuación sexual».

## Vida personal
Lee se casó con Rick Price de The Move y Wizzard. En una entrevista de 2001 con Cherry Blossom Clinic, un sitio de fanes de Move, Price afirmó que la pareja se conoció en enero de 1976 después de que Laurie Mansfield lo contratara como su mánager de gira, que él dirigió la gira en solitario de Lee durante un año hasta que consiguió un trabajo dirigiendo el show de Jim Davidson., y que él y Lee establecieron sus propios estudios en 1985 y que esto produjo Peters and Lee, un álbum en solitario de Lee, un álbum en vivo conjunto de Lee y Price y varios de los álbumes de comedia de Davidson. Price también afirmó que en 1999, ella y Price comenzaron a realizar giras como un acto conjunto, que contenía las pistas de Price y Lee, y que Lee había estado actuando continuamente hasta ese momento. Price murió en 2022.